# Мальчик со шпагой (радиоспектакль)
«Мальчик со шпагой» — радиоспектакль по одноимённой трилогии Владислава Крапивина, премьера которого состоялась в марте 2011 года в эфире «Детского радио». Спектакль состоит из 10 частей, продолжительностью в 1 час.
Постановка не имеет аналогов в российском радиовещании по количеству задействованных в спектакле детей. Наряду со взрослыми актерами в спектакле участвуют 17 юных актёров Детского музыкального театра МТЮА в возрасте от 8 до 14 лет, исполняющих все детские роли.
Перед началом спектакля к радиослушателям обратился автор романа — писатель В. П. Крапивин, который фактически переозвучил своё обращение к читателям 70-х годов, адресовав его современным слушателям.

## В ролях
- Текст от автора — Игорь Гмыза
- Серёжа Каховский — Иван Чуваткин
- Генка Медведев («Кузнечик») — Андрей Пришутов
- Наташа Лесникова — Настя Чиркова
- Митя Кольцов, мальчик в троллейбусе — Тарас Шевченко
- Димка Соломин, Валера Шагаев (одноклассник Стасика) — Саша Ёлкин
- Данилка Вострецов — Филипп Андреев
- Стасик Грачёв — Андрей Клубань
- Олег Московкин, Всадник — Андрей Васильев
- Владимир Каховский (отец Сергея) — засл. Артист РФ Сергей Чонишвили
- Тётя Галя, Нелли Ивановна (учительница), мать Мити, проводница, Дзыкина, дама на стуле — Наталья Ежова
- Журналист Иванов, дядя Витя, домоуправ Сыронисский — Сергей Казаков
- Начальник лагеря Совков, директор школы, капитан милиции, журналист Ларцев, Стихотворов, Петя Дзыкин — засл. Артист РФ Игорь Марычев
- Татьяна Михайловна — классный руководитель, Елизавета Максимовна (завуч), врач в школе — Ольга Зюзина
- Физрук лагеря, старший лейтенант милиции, моторист Витька — Константин Пояркин
- Вожатый Костя, капитан Володя, Саша (брат Кузнечика), бандит Гаврик — Филипп Гуревич
- «Пудра», «Гусыня» — Ваня Семёнов
- Витька Солобоев, «Киса» — Виктор Дороненков
- Женька Скатов, Женя Голованов (член клуба «Эспада») — Никита Гмыза
- «Гутя», Сенцов — Вася Буткевич
- Юля — старшая вожатая в школе, пионервожатая Гортензия — Лиза Бирюкова
- Андрюшка Гарц (член клуба «Эспада») — Арсений Асташкин
- Лёнька Мосин (член клуба «Эспада») — Иван Добряков
- Вика Гармашева — председатель совета дружины — Инесса Чиркина
- Маринка (сестра Серёжи Каховского), девочка в троллейбусе — Лиза Елпатьевская
- Кассирша на станции Роса, Мадам «Жирафа» — Аня Гаврилова
- Уборщица на станции, гардеробщица тётя Лида — Ольга Зюзина
- Отец Стасика Грачёва, учитель труда, учитель физики — Игорь Гмыза
- Злая тётка в троллейбусе — Наталья Ежова

## Создатели
- Режиссёр-постановщик: Наталья Ежова
- Звукорежиссёр: Ольга Сухачёва
- Сценарная адаптация для радио: Наталья Ежова
- Композитор: Алексей Дементьев
- Песни: музыка — Игорь Гмыза, Юрий Устинов. Стихи — Владислав Крапивин
- Исполнители песен: Андрей Пришутов, Игорь Гмыза, Филипп Гуревич
- Координатор проекта: Эля Каримова
- Продюсер Детского радио: Дмитрий Мудрилов